# Giải Mâm xôi vàng cho diễn viên nam chính tồi nhất
Giải Mâm xôi vàng cho diễn viên nam chính tồi nhất (tiếng Anh: Razzie Award for Worst Actor) là một hạng mục của giải Mâm xôi vàng được Quỹ Mâm xôi vàng (tiếng Anh: Golden Raspberry Award Foundation - GRAF) trao cho diễn viên nam bị họ coi là có diễn xuất trong vai chính tệ nhất trong năm của điện ảnh Mỹ. Danh sách cụ thể như sau:

## Thập niên 1980
1980
- Giành giải: Neil Diamond - Ca sĩ nhạc Jazz (The Jazz Singer)
- Michael Beck - Xanadu
- Robert Blake - Coast to Coast
- Michael Caine - Dressed to Kill / The Island
- Kirk Douglas - Saturn 3
- Richard Dreyfuss - The Competition
- Anthony Hopkins - A Change of Seasons
- Bruce Jenner - Can't Stop the Music
- Sam J. Jones - Flash Gordon

1981
- Giành giải: Klinton Spilsbury - The Legend of the Lone Ranger
- Gary Coleman - On the Right Track
- Bruce Dern - Tattoo
- Richard Harris - Tarzan, the Ape Man
- Kris Kristofferson - Heaven's Gate / Rollover

1982
- Giành giải: Laurence Olivier - Inchon
- Willie Aames - Paradise / Zapped!
- Christopher Atkins - The Pirate Movie
- Luciano Pavarotti - Yes, Giorgio
- Arnold Schwarzenegger - Conan the Barbarian

1983
- Giành giải: Christopher Atkins - A Night in Heaven
- Lloyd Bochner - The Lonely Lady
- Lou Ferrigno - Hercules
- Barbra Streisand - Yentl (diễn viên nữ)
- John Travolta - Staying Alive / Two of a Kind

1984
- Giành giải: Sylvester Stallone - Rhinestone
- Lorenzo Lamas - Body Rock
- Jerry Lewis - Slapstick (Of Another Kind)
- Peter O'Toole - Supergirl
- Burt Reynolds - Cannonball Run II / City Heat

1985
- Giành giải: Sylvester Stallone - Rambo: First Blood Part II / Rocky IV
- Divine - Lust in the Dust
- Richard Gere - King David
- Al Pacino - Revolution
- John Travolta - Perfect

1986
- Giành giải: Prince - Under the Cherry Moon
- Emilio Estevez - Maximum Overdrive
- Judd Nelson - Blue City
- Sean Penn - Shanghai Surprise
- Sylvester Stallone - Cobra

1987
- Giành giải: Bill Cosby - Leonard Part 6
- Cá mập Bruce - Jaws: The Revenge
- Judd Nelson - From the Hip
- Ryan O'Neal - Tough Guys Don't Dance
- Sylvester Stallone - Over the Top

1988
- Giành giải: Sylvester Stallone - Rambo III
- Tom Cruise - Cocktail
- Bobcat Goldthwait - Hot to Trot
- Jackie Mason - Caddyshack II
- Burt Reynolds - Rent-A-Cop / Switching Channels

1989
- Giành giải: William Shatner - Star Trek V: The Final Frontier
- Tony Danza - She's Out of Control
- Ralph Macchio - The Karate Kid, Part III
- Sylvester Stallone - Lock Up / Tango & Cash
- Patrick Swayze - Next of Kin / Road House

## Thập niên 1990
1990
- Giành giải: Andrew Dice Clay - The Adventures of Ford Fairlane
- Prince - Graffiti Bridge
- Mickey Rourke - Desperate Hours / Wild Orchid
- George C. Scott - The Exorcist III
- Sylvester Stallone - Rocky V

1991
- Giành giải: Kevin Costner - Robin Hood: Prince of Thieves
- Andrew Dice Clay - Dice Rules
- Sylvester Stallone - Oscar
- Vanilla Ice - Cool as Ice
- Bruce Willis - Hudson Hawk

1992
- Giành giải: Sylvester Stallone - Stop! Or My Mom Will Shoot!
- Kevin Costner - Vệ sĩ (The Bodyguard)
- Michael Douglas - Bản năng gốc (Basic Instinct) / Shining Through
- Jack Nicholson - Hoffa / Man Trouble
- Tom Selleck - Folks

1993
- Giành giải: Burt Reynolds - Cop and a Half
- William Baldwin - Sliver
- Willem Dafoe - Body of Evidence
- Robert Redford - Indecent Proposal
- Arnold Schwarzenegger - Last Action Hero

1994
- Giành giải: Kevin Costner - Wyatt Earp
- Macaulay Culkin - Getting Even with Dad / The Pagemaster / Richie Rich
- Steven Seagal - On Deadly Ground
- Sylvester Stallone - The Specialist
- Bruce Willis - Color of Night / North

1995
- Giành giải: Pauly Shore - Jury Duty
- Kevin Costner - Thế giới nước (Waterworld)
- Kyle MacLachlan - Showgirls
- Keanu Reeves - Johnny Mnemonic / A Walk in the Clouds
- Sylvester Stallone - Assassins / Judge Dredd

1996
- Giành giải: Tom Arnold - Big Bully / Carpool / The Stupids
- Giành giải: Pauly Shore - Bio-Dome
- Keanu Reeves - Chain Reaction
- Adam Sandler - Bulletproof / Happy Gilmore
- Sylvester Stallone - Daylight

1997
- Giành giải: Kevin Costner - Người đưa thư (The Postman)
- Val Kilmer - The Saint
- Shaquille O'Neal - Steel
- Steven Seagal - Fire Down Below
- Jon Voight - Anaconda

1998
- Giành giải: Bruce Willis - Ngày tận thế (Armageddon) / Mercury Rising / The Siege
- Ralph Fiennes - The Avengers
- Ryan O'Neal - An Alan Smithee Film: Burn Hollywood Burn
- Ryan Phillippe - 54
- Adam Sandler - The Waterboy

1999
- Giành giải: Adam Sandler - Big Daddy
- Kevin Costner - For Love of the Game / Message in a Bottle
- Kevin Kline - Wild Wild West
- Arnold Schwarzenegger - End of Days
- Robin Williams - Bicentennial Man / Jakob the Liar

## Thập niên 2000
2000
- Giành giải: John Travolta - Battlefield Earth / Lucky Numbers
- Leonardo DiCaprio - The Beach
- Adam Sandler - Little Nicky
- Sylvester Stallone - Get Carter
- Arnold Schwarzenegger - The 6th Day

2001
- Giành giải: Tom Green - Freddy Got Fingered
- Ben Affleck - Trân Châu Cảng (Pearl Harbor)
- Kevin Costner - 3000 Miles to Graceland
- Keanu Reeves - Hard Ball / Sweet November
- John Travolta - Domestic Disturbance / Swordfish

2002
- Giành giải: Roberto Benigni - Pinocchio
- Adriano Giannini - Swept Away
- Eddie Murphy - The Adventures of Pluto Nash / I Spy / Showtime
- Steven Seagal - Half Past Dead
- Adam Sandler - Eight Crazy Nights / Mr. Deeds

2003
- Giành giải: Ben Affleck - Daredevil / Gigli / Paycheck
- Cuba Gooding, Jr. - Boat Trip / The Fighting Temptations / Radio
- Justin Guarini - From Justin to Kelly
- Ashton Kutcher - Cheaper by the Dozen / Just Married / My Boss's Daughter
- Mike Myers - The Cat in the Hat

2004
- Giành giải: George W. Bush - Fahrenheit 9/11
- Ben Affleck - Jersey Girl / Surviving Christmas
- Vin Diesel - The Chronicles of Riddick
- Colin Farrell - Alexander
- Ben Stiller - Along Came Polly / Anchorman: The Legend of Ron Burgundy / Dodgeball: A True Underdog Story / Envy / Starsky & Hutch

2005
- Giành giải: Rob Schneider - Deuce Bigalow: European Gigolo
- Will Ferrell - Bewitched / Kicking & Screaming
- The Rock - Doom
- Jamie Kennedy - Son of the Mask
- Tom Cruise - War of the Worlds

2006
- Giành giải: Marlon Wayans & Shawn Wayans - Little Man
- Tim Allen - The Santa Clause 3: The Escape Clause / The Shaggy Dog / Zoom
- Nicolas Cage - The Wicker Man
- Larry the Cable Guy (Dan Whitney) - Larry the Cable Guy: Health Inspector
- Rob Schneider - The Benchwarmers / Little Man

2007
- Giành giải: Eddie Murphy - Norbit
- Nicolas Cage - Ma tốc độ (Ghost Rider) / National Treasure: Book of Secrets / Next
- Jim Carrey - Số 23 (The Number 23)
- Cuba Gooding, Jr. - Daddy Day Camp / Norbit
- Adam Sandler - I Now Pronounce You Chuck and Larry

2008
- Giành giải: Mike Myers - The Love Guru
- Larry the Cable Guy - Witless Protection
- Eddie Murphy - Meet Dave
- Al Pacino - 88 Minutes / Righteous Kill
- Mark Wahlberg - The Happening / Max Payne

2008
- Giành giải: Jonas Brothers - Jonas Brothers: The 3D Concert Experience
- Will Ferrell - Land of the Lost
- Steve Martin - The Pink Panther 2
- Eddie Murphy - Imagine That
- John Travolta - Old Dogs

## Thập niên 2010
| Năm         | Diễn viên           | Phim                                                          | Vai                        |
| ----------- | ------------------- | ------------------------------------------------------------- | -------------------------- |
| 2010 (31st) | Ashton Kutcher      | Killers                                                       | Spencer Aimes              |
| 2010 (31st) | Ashton Kutcher      | Valentine's Day                                               | Reed Bennett               |
| 2010 (31st) | Jack Black          | Gulliver's Travels                                            | Lemuel Gulliver            |
| 2010 (31st) | Gerard Butler       | The Bounty Hunter                                             | Milo Boyd                  |
| 2010 (31st) | Taylor Lautner      | The Twilight Saga: Eclipse                                    | Jacob Black                |
| 2010 (31st) | Taylor Lautner      | Valentine's Day                                               | Willy Harrington           |
| 2010 (31st) | Robert Pattinson    | Remember Me                                                   | Tyler Hawkins              |
| 2010 (31st) | Robert Pattinson    | The Twilight Saga: Eclipse                                    | Edward Cullen              |
| 2011 (32nd) | Adam Sandler        | Jack and Jill                                                 | Jack Sadelstein            |
| 2011 (32nd) | Adam Sandler        | Just Go with It                                               | Dr. Danny Maccabee         |
| 2011 (32nd) | Russell Brand       | Arthur                                                        | Arthur Bach                |
| 2011 (32nd) | Nicolas Cage        | Drive Angry                                                   | Milton                     |
| 2011 (32nd) | Nicolas Cage        | Season of the Witch                                           | Behmen von Bleibruck       |
| 2011 (32nd) | Nicolas Cage        | Trespass                                                      | Kyle Miller                |
| 2011 (32nd) | Taylor Lautner      | Abduction                                                     | Nathan Harper              |
| 2011 (32nd) | Taylor Lautner      | The Twilight Saga: Breaking Dawn – Part 1                     | Jacob Black                |
| 2011 (32nd) | Nick Swardson       | Bucky Larson: Born to Be a Star                               | Bucky Larson               |
| 2012 (33rd) | Adam Sandler        | That's My Boy                                                 | Donny Berger               |
| 2012 (33rd) | Nicolas Cage        | Ghost Rider: Spirit of Vengeance                              | Johnny Blaze / Ghost Rider |
| 2012 (33rd) | Nicolas Cage        | Seeking Justice                                               | Will Gerard                |
| 2012 (33rd) | Eddie Murphy        | A Thousand Words                                              | Jack McCall                |
| 2012 (33rd) | Robert Pattinson    | The Twilight Saga: Breaking Dawn – Part 2                     | Edward Cullen              |
| 2012 (33rd) | Tyler Perry         | Alex Cross                                                    | Alex Cross                 |
| 2012 (33rd) | Tyler Perry         | Good Deeds                                                    | Wesley Deeds               |
| 2013 (34th) | Jaden Smith         | After Earth                                                   | Kitai Raige                |
| 2013 (34th) | Johnny Depp         | The Lone Ranger                                               | Tonto                      |
| 2013 (34th) | Ashton Kutcher      | Jobs                                                          | Steve Jobs                 |
| 2013 (34th) | Adam Sandler        | Grown Ups 2                                                   | Lenny Feder                |
| 2013 (34th) | Sylvester Stallone  | Bullet to the Head                                            | James Bonomo               |
| 2013 (34th) | Sylvester Stallone  | Escape Plan                                                   | Ray Breslin                |
| 2013 (34th) | Sylvester Stallone  | Grudge Match                                                  | Henry 'Razor' Sharp        |
| 2014 (35th) | Kirk Cameron        | Saving Christmas                                              | Kirk                       |
| 2014 (35th) | Nicolas Cage        | Left Behind                                                   | Rayford Steele             |
| 2014 (35th) | Kellan Lutz         | The Legend of Hercules                                        | Hercules                   |
| 2014 (35th) | Seth MacFarlane     | A Million Ways to Die in the West                             | Albert Stark               |
| 2014 (35th) | Adam Sandler        | Blended                                                       | Jim Friedman               |
| 2015 (36th) | Jamie Dornan        | Fifty Shades of Grey                                          | Christian Grey             |
| 2015 (36th) | Johnny Depp         | Mortdecai                                                     | Charlie Mortdecai          |
| 2015 (36th) | Kevin James         | Paul Blart: Mall Cop 2                                        | Paul Blart                 |
| 2015 (36th) | Adam Sandler        | The Cobbler                                                   | Max Simkin                 |
| 2015 (36th) | Adam Sandler        | Pixels                                                        | Sam Brenner                |
| 2015 (36th) | Channing Tatum      | Jupiter Ascending                                             | Caine Wise                 |
| 2016 (37th) | Dinesh D'Souzanote  | Hillary's America: The Secret History of the Democratic Party | Himself                    |
| 2016 (37th) | Ben Affleck         | Batman v Superman: Dawn of Justice                            | Bruce Wayne / Batman       |
| 2016 (37th) | Gerard Butler       | Gods of Egypt                                                 | Set                        |
| 2016 (37th) | Gerard Butler       | London Has Fallen                                             | Mike Banning               |
| 2016 (37th) | Henry Cavill        | Batman v Superman: Dawn of Justice                            | Clark Kent / Superman      |
| 2016 (37th) | Robert De Niro      | Dirty Grandpa                                                 | Richard "Dick" Kelly       |
| 2016 (37th) | Ben Stiller         | Zoolander 2                                                   | Derek Zoolander            |
| 2017 (38th) | Tom Cruise          | The Mummy                                                     | Nick Morton                |
| 2017 (38th) | Johnny Depp         | Pirates of the Caribbean: Dead Men Tell No Tales              | Jack Sparrow               |
| 2017 (38th) | Jamie Dornan        | Fifty Shades Darker                                           | Christian Grey             |
| 2017 (38th) | Zac Efron           | Baywatch                                                      | Matt Brody                 |
| 2017 (38th) | Mark Wahlberg       | Daddy's Home 2                                                | Dusty Mayron               |
| 2017 (38th) | Mark Wahlberg       | Transformers: The Last Knight                                 | Cade Yeager                |
| 2018 (39th) | Donald Trumpnote    | Death of a Nation                                             | Himself                    |
| 2018 (39th) | Donald Trumpnote    | Fahrenheit 11/9                                               | Himself                    |
| 2018 (39th) | Johnny Depp         | Sherlock Gnomes                                               | Sherlock Gnomes            |
| 2018 (39th) | Will Ferrell        | Holmes & Watson                                               | Sherlock Holmes            |
| 2018 (39th) | John Travolta       | Gotti                                                         | John Gotti                 |
| 2018 (39th) | Bruce Willis        | Death Wish                                                    | Paul Kersey                |
| 2019 (40th) | John Travolta       | The Fanatic                                                   | Moose                      |
| 2019 (40th) | John Travolta       | Trading Paint                                                 | Sam Munroe                 |
| 2019 (40th) | James Franco        | Zeroville                                                     | Vikar                      |
| 2019 (40th) | David Harbour       | Hellboy                                                       | Hellboy / Anung Un Rama    |
| 2019 (40th) | Matthew McConaughey | Serenity                                                      | Baker Dill                 |
| 2019 (40th) | Sylvester Stallone  | Rambo: Last Blood                                             | John Rambo                 |

### Thập niên 2020
| Năm                | Diễn viên                              | Phim                                              | Vai                    |
| ------------------ | -------------------------------------- | ------------------------------------------------- | ---------------------- |
| 2020 (41st)        | Mike Lindell (The "My Pillow Guy")note | Absolute Proof                                    | Himself                |
| 2020 (41st)        | Robert Downey Jr.                      | Dolittle                                          | Dr. John Dolittle      |
| 2020 (41st)        | Michele Morrone                        | 365 Days                                          | Don Massimo Torricelli |
| 2020 (41st)        | Adam Sandler                           | Hubie Halloween                                   | Hubie Dubois           |
| 2020 (41st)        | David Spade                            | The Wrong Missy                                   | Tim Morris             |
| 2021 (42nd)        |                                        |                                                   |                        |
| LeBron James       | Space Jam: A New Legacy                | Himself                                           |                        |
| Scott Eastwood     | Dangerous                              | Dylan "D" Forrester                               |                        |
| Roe Hartrampf      | Diana the Musical                      | Charles, Prince of Wales                          |                        |
| Ben Platt          | Dear Evan Hansen                       | Evan Hansen                                       |                        |
| Mark Wahlberg      | Infinite                               | Evan McCauley & Heinrich Treadway (2020)          |                        |
| 2022 (43rd)        |                                        |                                                   |                        |
| Jared Leto         | Morbius                                | Dr. Michael Morbius / Morbius, the Living Vampire |                        |
| Pete Davidson      | Marmaduke                              | Marmaduke (voice only)                            |                        |
| Tom Hanks          | Disney's Pinocchio                     | Geppetto                                          |                        |
| Machine Gun Kelly  | Good Mourning                          | London Clash                                      |                        |
| Sylvester Stallone | Samaritan                              | Joe Smith / Samaritan / Nemesis                   |                        |
| 2023 (44th)        |                                        |                                                   |                        |
| Jon Voight         | Mercy                                  | Patrick Quinn                                     |                        |
| Russell Crowe      | The Pope's Exorcist                    | Gabriele Amorth                                   |                        |
| Vin Diesel         | Fast X                                 | Dominic Toretto                                   |                        |
| Chris Evans        | Ghosted                                | Cole Turner                                       |                        |
| Jason Statham      | Meg 2: The Trench                      | Jonas Taylor                                      |                        |
| 2024 (45th)        |                                        |                                                   |                        |
| Jerry Seinfeld     | Unfrosted                              | Bob Cabana                                        |                        |
| Jack Black         | Dear Santa                             | Satan / "Santa Claus"                             |                        |
| Zachary Levi       | Harold and the Purple Crayon           | Harold                                            |                        |
| Joaquin Phoenix    | Joker: Folie à Deux                    | Arthur Fleck / Joker                              |                        |
| Dennis Quaid       | Reagan                                 | Ronald Reagan                                     |                        |